# Йоель Екстранд
Йоель Екстранд (швед. Joel Ekstrand, нар. 4 лютого 1989, Лунд) — шведський футболіст, що грав на позиції захисника.
Виступав, зокрема, за «Удінезе» та «Вотфорд», а також національну збірну Швеції.

## Клубна кар'єра

### Ранні роки
Народився 4 лютого 1989 року в місті Лунд. Вихованець клубу «Лунд» зі свого рідного міста. На початку 2006 року приєднався до молодіжної команди «Гельсінгборга» і через два роки влітку він підписав свій перший професійний контракт із клубом.
Перед початком сезону 2008 року був включений до заявки першої команди, за яку дебютував у грі проти ПСВ (0:2) у першому матчі 1/16 фіналу Кубка УЄФА. Дебютував у Аллсвенскан 31 березня 2008 року грі проти клубу «ГІФ Сундсвалль» (3:0) і швидко став основним гравцем команди. Загалом протягом сезону 2008 року, він зіграв двадцять вісім матчів у всіх змаганнях і був номінований на звання «Новачок року», але програв Робіну Седеру. Наступного сезону Екстранд забив свій перший гол за «Гельсінборг» у матчі-відповіді кваліфікації другого раунду Ліги Європи УЄФА проти грузинського«Зестафоні» (2:2), чим допоміг клубу вийти до наступного раунду, а 10 травня 2010 року в поєдинку проти «Єфле» (3:1) Йоель забив свій перший гол за команду у чемпіонаті. У тому ж році він завоював срібні медалі шведської першості і став володарем Кубка Швеції. Після цього Екстранда номінували на звання найкращого захисника року в Швеції, але він програв Улофу Мельбергу.

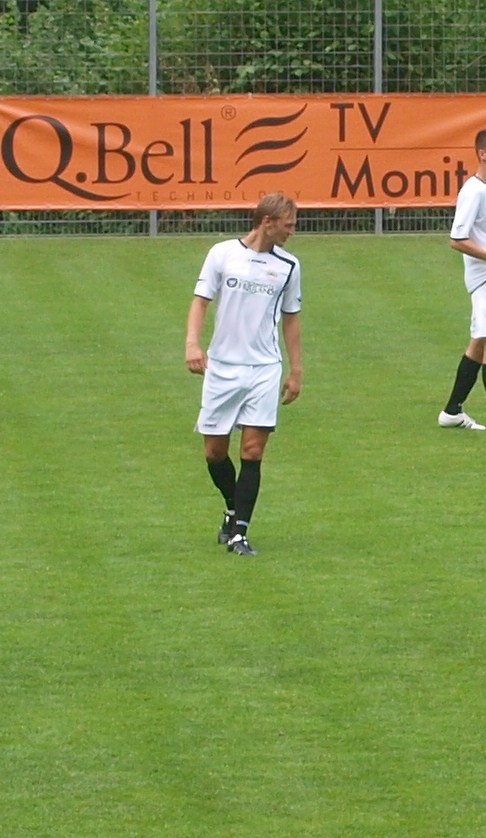
Йоель Екстранд на тренуванні «Удінезе». 2011 рік.

### «Удінезе»
18 січня 2011 року Екстранд уклав чотирирічну угоду з командою Серії А «Удінезе». Однак у новій команді Екстранд опинився поза основною, програвши конкуренцію з боку Андреа Коди. Лише 8 травня 2011 року Екстранд дебютував за «Удінезе», вийшовши на поле на 70-й хвилині замість Алексіса Санчеса в переможному матчі проти «Лаціо» (2:1), але ця гра так і залишилась єдиною появою для гравця до кінця сезону 2010/11. На початку сезону 2011/12 Екстранд вперше вийшов у стартовому складі «Удінезе» у кваліфікаційній грі Ліги чемпіонів проти «Арсеналу» і надалі став частіше виходити на поле, оскільки клуб змінив схему попереднього сезону 3–5–2 на 4–1–4–1, завдяки чому флангові захисники Маурісіо Ісла та Пабло Армеро стали півзахисниками, звільнивши додаткові місця у захисті. Однак навіть за такої схеми швед не був основним захисником, програючи парі Мегді Бенатія — Даніло і за сезон 2011/12 зіграв лише 19 матчів у всіх змаганнях.

### Виступи в Англії

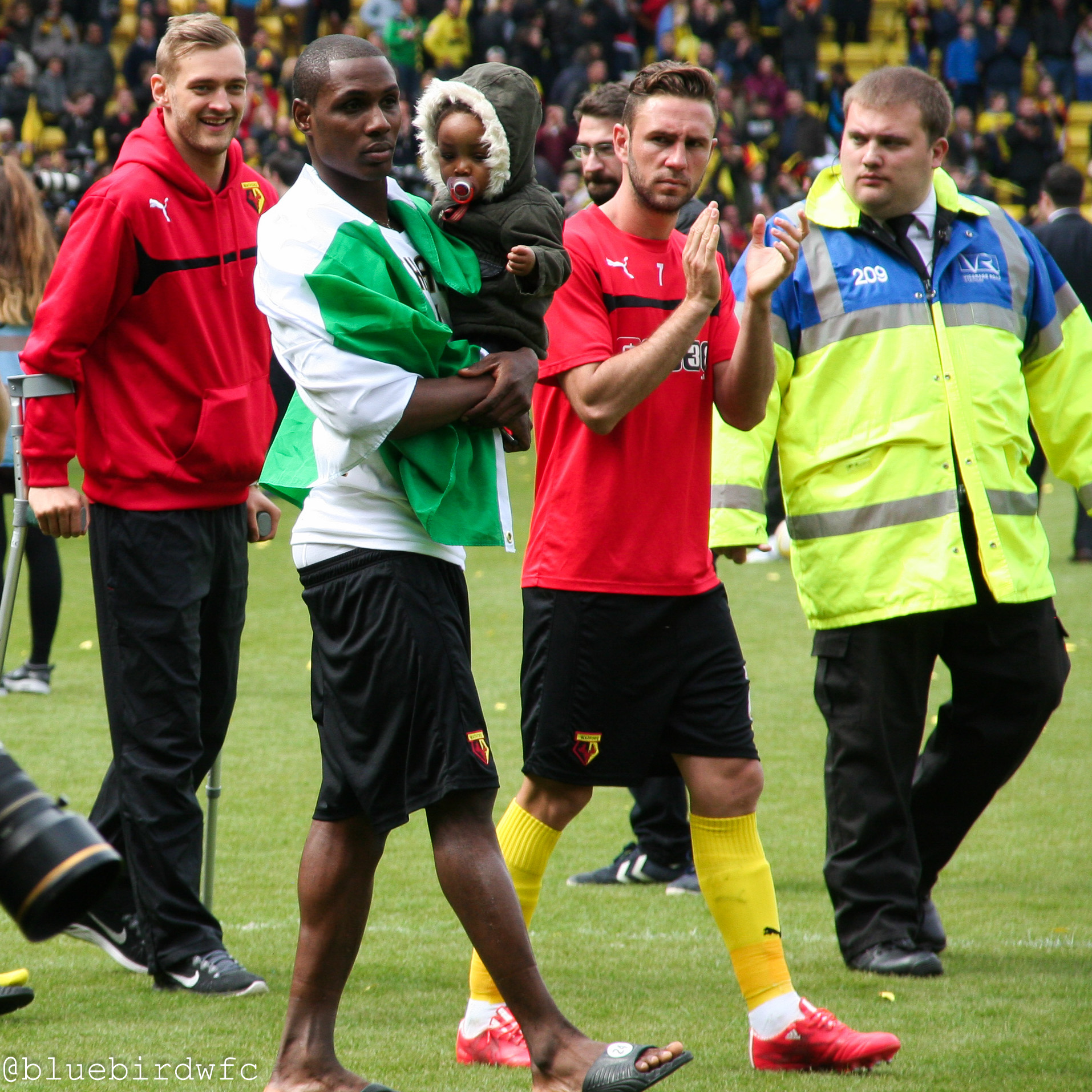
Йоель Екстранд (крайній ліворуч) на милицях святкує з «Вотфордом» вихід до Прем'єр-ліги. 2015 рік.

В результаті 31 серпня 2012 року Екстранд приєднався на правах сезонної оренди до «Вотфорда», який щойно придбав власник «Удінезе» Джампаоло Поццо. 2 жовтня в матчі проти «Чарльтон Атлетіка» (1:1) він дебютував у Чемпіоншипі, а 23 лютого 2013 року в поєдинку проти «Дербі Каунті» (2:1) Йоель забив свій перший гол за «шершнів». У новому клубі він швидко завоював місце в основі, зігравши 36 матчів і забивши один гол у всіх змаганнях, і по закінченні сезону підписав із «Вотфордом» повноцінний трирічний контракт. У 2015 році Йоель разом із командою вийшов у Прем'єр-лігу, але у вищому дивізіоні так і не зіграв, оскільки ще до цього, 21 березня 2015 року в грі проти «Іпсвіч Тауна» розірвав хрестоподібну зв'язку і більше за основну команду не грав аж до завершення контракту влітку 2016 року.
6 вересня 2016 року Екстранд підписав однорічну угоду з іншим клубом Чемпіоншипу «Бристоль Сіті», за який дебютував 10 вересня в матчі проти «Ротергем Юнайтед» (2:2), вийшовши на заміну. Його другий виступ за клуб відбувся 17 вересня, коли він вперше вийшов в основі у матчі проти «Дербі Каунті» (1:1). Однак невдовзі швед отримав травму підколінного сухожилля, залишившись поза грою на кілька місяців, а після повернення після травми Екстранд не зумів повернути форму і за команду більше не грав, тому у лютому 2017 року розірвав контракт за обопільною згодою.
2 лютого 2017 року підписав угоду з іншою командою Чемпіоншипу «Ротергем Юнайтед» до кінця сезону. 16 лютого він дебютував за команду, вийшовши в основі і відігравши 68 хвилин у грі проти «Кардіфф Сіті» (0:5). Це була його єдина гра за клуб, оскільки Екстранд отримав травму коліна та вибув до кінця сезону 2016/17, по завершенні якого покинув клуб.

### Завершення кар'єри
Після відходу з «Ротергем Юнайтед» Екстранд тривалий час залишався без клубу, поки 15 січня 2018 року не підписав 3-річний контракт з [АІК (футбольний клуб)|АІКом]], повернувшись до Аллсвенскан і шведського футболу вперше за вісім років Екстранд дебютував за клуб у грі Кубка Швеції, вийшовши на 85-й хвилині в переможному матчі проти «Гальмстада» (3:0) 5 березня 2018 року, однак знову отримав травму і змушений був пропустити вісім місяців. Лише 11 листопада 2018 року Екстранд повернувся на поле в грі останнього туру чемпіонату проти «Кальмара», вийшовши на 85-й хвилині та догравши до кінця гри. АІК переміг у тій грі з рахунком 1:0 і став чемпіоном Швеції, а ці два матчі так і лишились єдиними для Йоеля за клуб.
Під час передсезонного тренувального збору клубу в Дубаї на початку лютого 2019 року Екстранд отримав чергову травму, через яку він не міг грати протягом усього наступного сезону і 10 жовтня 2019 року оголосив про завершення кар'єри через травми.

## Виступи за збірні
2006 року дебютував у складі юнацької збірної Швеції (U-17), загалом на юнацькому рівні взяв участь у 12 іграх, відзначившись одним забитим голом.
2009 року залучався до складу молодіжної збірної Швеції. У її складі грав на домашньому молодіжному чемпіонаті Європи 2009 року, де Швеція дійшла до півфіналу. Всього на молодіжному рівні зіграв у 9 офіційних матчах, забив 1 гол.
2010 року дебютував в офіційних матчах у складі національної збірної Швеції в товариському матчі проти збірної Сирії (1:1). У лютому 2013 року він знову був викликаний до збірної на товариський матч проти Аргентини після тривалої відсутності, але був змушений скасувати приїзд до збірної через травму коліна. 5 березня 2014 року він провів свій другий і останній матч за збірну у товариській грі проти Туреччини (1:2).

## Статистика виступів

### Статистика клубних виступів
| Сезон                    | Команда                  | Чемпіонат                | Чемпіонат | Чемпіонат | Національний кубок | Національний кубок | Національний кубок | Єврокубки | Єврокубки | Єврокубки | Інші змагання | Інші змагання | Інші змагання | Усього | Усього |
| Сезон                    | Команда                  | Ліга                     | Ігор      | Голів     | Ліга               | Ігор               | Голів              | Ліга      | Ігор      | Голів     | Ліга          | Ігор          | Голів         | Ігор   | Голів  |
| ------------------------ | ------------------------ | ------------------------ | --------- | --------- | ------------------ | ------------------ | ------------------ | --------- | --------- | --------- | ------------- | ------------- | ------------- | ------ | ------ |
| 2008                     | «Гельсінгборг»           | A                        | 26        | 0         | КШ                 | 0                  | 0                  | КУЄФА     | 2         | 0         | -             | -             | -             | 28     | 0      |
| 2009                     | «Гельсінгборг»           | A                        | 24        | 0         | КШ                 | 3                  | 0                  | -         | -         | -         | -             | -             | -             | 27     | 0      |
| 2010                     | «Гельсінгборг»           | A                        | 23        | 1         | КШ                 | 2                  | 0                  | ЛЄ        | 5         | 1         | -             | -             | -             | 30     | 2      |
| Усього за «Гельсінгборг» | Усього за «Гельсінгборг» | Усього за «Гельсінгборг» | 73        | 1         |                    | 5                  | 0                  |           | 7         | 1         |               |               |               | 85     | 2      |
| січ.-черв. 2011          | «Удінезе»                | A                        | 1         | 0         | КІ                 | 0                  | 0                  | -         | -         | -         | -             | -             | -             | 1      | 0      |
| 2011–12                  | «Удінезе»                | A                        | 11        | 0         | КІ                 | 1                  | 0                  | ЛЧ+ЛЄ     | 2+5       | 0+0       | -             | -             | -             | 19     | 0      |
| Усього за «Удінезе»      | Усього за «Удінезе»      | Усього за «Удінезе»      | 12        | 0         |                    | 1                  | 0                  |           | 7         | 0         |               |               |               | 20     | 0      |
| 2012–13                  | «Вотфорд»                | ЧФЛ                      | 35        | 1         | КА+КЛ              | 1+0                | 0+0                | -         | -         | -         | -             | -             | -             | 36     | 1      |
| 2013–14                  | «Вотфорд»                | ЧФЛ                      | 33        | 0         | КА+КЛ              | 3+3                | 0+0                | -         | -         | -         | -             | -             | -             | 39     | 0      |
| 2014–15                  | «Вотфорд»                | ЧФЛ                      | 24        | 1         | КА+КЛ              | 0+1                | 0+0                | -         | -         | -         | -             | -             | -             | 25     | 1      |
| 2015–16                  | «Вотфорд»                | ПЛ                       | 0         | 0         | КА+КЛ              | 0+0                | 0+0                | -         | -         | -         | -             | -             | -             | 0      | 0      |
| Усього за «Вотфорд»      | Усього за «Вотфорд»      | Усього за «Вотфорд»      | 92        | 2         |                    | 8                  | 0                  |           |           |           |               |               |               | 100    | 2      |
| 2016–17                  | «Бристоль Сіті»          | ЧФЛ                      | 2         | 0         | КА+КЛ              | 0+0                | 0+0                | -         | -         | -         | -             | -             | -             | 2      | 0      |
| 2016–17                  | «Ротергем Юнайтед»       | ЧФЛ                      | 1         | 0         | КЛ                 | 0                  | 0                  | -         | -         | -         | -             | -             | -             | 1      | 0      |
| 2018                     | АІК                      | A                        | 1         | 0         | КШ                 | 1                  | 0                  | -         | -         | -         | -             | -             | -             | 2      | 0      |
| Усього за кар'єру        | Усього за кар'єру        | Усього за кар'єру        | 181       | 3         |                    | 15                 | 0                  |           | 14        | 1         |               |               |               | 210    | 4      |

### Статистика виступів за збірну
| Дата      | Місто  | Господарі | Результат | Гості  | Турнір           | Голи | Примітки |
| --------- | ------ | --------- | --------- | ------ | ---------------- | ---- | -------- |
| 23-1-2010 | Дамаск | Сирія     | 1 – 1     | Швеція | товариський матч | -    |          |
| 5-3-2014  | Анкара | Туреччина | 2 – 1     | Швеція | товариський матч | -    | 46'      |
| Усього    |        | Матчів    | 2         |        | Голів            | 0    |          |

## Титули і досягнення
- Чемпіон Швеції (1):

АІК: 2018
- Володар Кубка Швеції (1):

«Гельсінгборг»: 2010